# NGC 5906
NGC 5906 في الفهرس العام الجديد، هي مجرة، تقع في كوكبة التنين. اكتشفت في 13 أبريل 1850 بواسطة ويليام بارسونز.

## روابط خارجية
- NGC 5906 على موقع ويكي سكاي: DSS2, SDSS, GALEX, IRAS, Hydrogen α, X-Ray, Astrophoto, Sky Map, Articles and images